# Groupe de NGC 1222
Le groupe de NGC 1222 comprend au moins six galaxies situées dans la constellation de l'Éridan. La distance moyenne entre ce groupe et la Voie lactée est d'environ 30,7 Mpc (∼100 millions d'al). 

## Membres
Le tableau ci-dessous liste les six galaxies du groupe indiquées dans l'article de A.M. Garcia paru en 1993. 
| Nom         | Class.    | Type                     | α (J2000.0)   | δ (J2000.0)  | Vitesse radiale (km/s) | m            | Distance (Mpc) | Diamètre (kal) |
| ----------- | --------- | ------------------------ | ------------- | ------------ | ---------------------- | ------------ | -------------- | -------------- |
| NGC 1222    | S0- pec:  | Lenticulaire             | 03h 08m 56.7s | -02° 57′ 19″ | 2422 ± 5               | 12,5         | 33,0 ± 2,3     | 32             |
| NGC 1248    | SA0^0(s)? | Lenticulaire             | 03h 12m 48.5s | -05° 13′ 29″ | 2217 ± 5               | 12,5         | 30,1 ± 2,1     | 35             |
| MGC -1-9-13 | SA(s)m    | Spirale magellanique     | 03h 11m 13.6s | -04° 14′ 50″ | 2234 ± 6               | 14,8435      | 30,3 ± 2,1     | 47             |
| MGC -1-9-21 | IB(s)m    | Irrégulière magellanique | 03h 14m 38.3s | -04° 46′ 26″ | 2218 ± 6               | 13,43        | 30,1 ± 2,1     | 57             |
| MGC -1-9-24 | Sab       | Spirale                  | 03h 16m 00.5s | -05° 29′ 57″ | 2316 ± 5               | 13,94 ± 0,12 | 31,6 ± 2,2     | 59             |
| MK 604      | Sc        | Spirale                  | 03h 12m 47.4s | -05° 16′ 07″ | 2161 ± 4               | 15,5         | 29,2 ± 2,1     | 29             |

Le site DeepskyLog permet de trouver aisément les constellations des galaxies mentionnées dans ce tableau ou si elles ne s'y trouvent pas, l'outil du site constellation permet de le faire à l'aide des coordonnées de la galaxie. Sauf indication contraire, les données proviennent du site NASA/IPAC.